# Сопели
Со́пели — деревня в Шумском сельском поселении Кировского района Ленинградской области.

## История
Впервые упоминается в Писцовой книге Водской пятины 1500 года как две деревни Сопель в Егорьевском Теребужском погосте Ладожского уезда.
Затем деревня Сопели упоминается в Дозорной книге Водской пятины Корельской половины 1612 года.
На карте Санкт-Петербургской губернии Ф. Ф. Шуберта 1834 года также обозначена деревня Сопели.

САПЯЛИ — деревня принадлежит князю Мещерскому и надворному советнику Савицкому, число жителей по ревизии: 22 м. п., 19 ж. п. (1838 год)

САПЕЛИ — деревня наследников Савицих, по просёлочной дороге, число дворов — 7, число душ — 22 м. п. (1856 год)

САПЕЛИ — деревня владельческая при колодцах, число дворов — 7, число жителей: 31 м. п., 28 ж. п. (1862 год)

В конце XIX века деревня административно относилась к Шумской волости 1-го стана Новоладожского уезда Санкт-Петербургской губернии, в начале XX века — 4-го стана.
С 1917 по 1924 год деревня Сопели входила в состав Шумского сельсовета Шумской волости Волховского уезда.
С 1924 года в составе Ратницкого сельсовета.
С 1926 года в составе Рындельского сельсовета. Согласно данным переписи населения СССР 1926 года в деревне Сопели проживали 109 человек — все русские.
С 1927 года в составе Мгинского района.
В 1928 году население деревни Сопели также составляло 109 человек.
По данным 1933 года деревня называлась Сопели и входила в состав Рындельского сельсовета Мгинского района.

План деревни Сопели. 1941 год

Согласно топографической карте РККА 1941 года деревня насчитывала 18 дворов.
С 1954 года в составе Ратницкого сельсовета.
В 1958 году население деревни Сопели составляло 47 человек.
С 1960 года в составе Волховского района.
По данным 1966 и 1973 годов деревня Сопели находилась в подчинении Шумского сельсовета Волховского района.
По данным 1990 года деревня Сопели входила в состав Шумского сельсовета Кировского района.
В 1997 году в деревне Сопели Шумской волости проживали 2 человека, в 2002 году — 12 человек (русские — 92 %).
В 2007 году в деревне Сопели Шумского СП — 5, в 2010 году — 9 человек.

## География
Находится в восточной части района к востоку от автодороги 41К-122 (Лаврово — Шум — Ратница) и деревни Валдома.
Расстояние до административного центра поселения — 10 км.
Расстояние до ближайшей железнодорожной станции Войбокало — 8 км.
Деревня Сопели граничит с землями запаса Шумского сельского поселения.

## Демография
| 1862 | 2007 | 2010 | 2011 | 2017 |
| ---- | ---- | ---- | ---- | ---- |
| 59   | ↘5   | ↗9   | ↘1   | ↗5   |

## Инфраструктура
По данным администрации на 2011 год деревня насчитывала 19 домов.

## Известные  уроженцы
- Алексей Александрович Осипов (1898—1978) — советский военачальник, генерал-майор артиллерии.